# Hrvati u Brazilu
Hrvati u Brazilu (port. croata-brasileiro) su osobe u Brazilu s punim, djelomičnim, ili većinskim hrvatskim podrijetlom, ili u Hrvatskoj rođene osobe s prebivalištem u Brazilu.
Procjenjuje se da 45.000 Hrvata živi u Brazilu, poglavito u brazilskoj federalnoj državi São Paulu.

## Povijest
Daleke 1830. počelo je prvo masovno doseljavanje hrvatskog stanovništva u Brazil. 
Većina ljudi koji su napustili svoje domove svojedobno zbog loše ekonomske situacije. Najupečatljiviji primjer bila je takozvana "Vinska klauzula" trgovinskog sporazuma iz 1891. između Austo-Ugarske i Italije, koji je bio posebno nepovoljan za hrvatsko vinogradarstvo. Vinskom klauzulom dozvoljen uvoz jeftinih talijanskih vina uz vrlo povoljne uvjete, a njome je Austro-Ugarska namjeravala kupiti talijansko prijateljstvo odnosno vojno savezništvo. Hrvatska vinska industrija je teško pogođena ovom odlukom bečke vlasti. Sporazum je trajalo dugi niz godina.
Nakon Drugog svjetskog rata stotine tisuća Hrvata napustilo je svoju domovinu zbog straha od odmazde i ukidanja demokracije u Jugoslaviji. Iseljenici su bili uglavnom ljudi iz ruralnih područja, mladi i bez stručnih kvalifikacija.
Tzv. lančana iseljavanja dovodila su do kompaktnih skupina iseljenika, često povezanih obiteljskim vezama, mjestom iseljavanja, regijom itd. 
U Brazilu su od hrvatskih iseljenika najbrojniji iseljenici podrijelom s otoka Korčule.
Procjenjuje se da zajedno s potomcima, broj Hrvata koji žive u prekomorskim zemljama deseže ca. 2,5 milijuna. Treba napomenuti da je nakon Rata u Bosni i Hercegovini veliki broj Hrvata napustio svoju domovinu.

## Vanjske poveznice
- Hrvati u Brazilu